# Ramon Nicolau i Carreño
Ramon Nicolau i Carreño (Tàrrega, 23 de gener de 1849 -31 de maig de 1916), també conegut com a “capellà de Cal Postes”, fou regent d'església de la Mercè de Tàrrega (Lleida). Va combinar la seva vida eclesiàstica amb la música, tot i que no es conserven gaires dades sobre la seva formació d'organista.
Es llicencià en dret civil i canònic el 1874. Més endavant, el 1876, s'ordenà com a sacerdot a Solsona i un any més tard obtingué el títol de mestre. Va ser fundador d'una escola privada l'any 1878. Va dirigí una petita capella de música a l'església de la Mercè de Lledia, en la qual no estava permesa l'entrada als qui participessin en músiques de ball o de festa major.
Es conserven obres seves al fons musical TagF (Fons Ramon Florensa de l'Arxiu comarcal de l'Urgell).